# Dragoș-Florin David
Dragoș-Florin David (n. 29 aprilie 1968, Slatina, Olt, România) este un politician democrat din România, de profesie inginer. La alegerile europarlamentare din 2007 a fost ales eurodeputat din partea PD.